# Cryptocephalus politus
Cryptocephalus politus es una especie de insecto coleóptero de la familia Chrysomelidae.
Fue descrita científicamente en 1853 por Suffrian.